# Unió Regional Valenciana
Pour les articles homonymes, voir URV.
Unió Regional Valenciana (« Union régionale valencienne » en catalan, URV), parfois nommé Unió Regionalista Valenciana (« Union régionaliste valencienne ») ou Unió Regional Valencianista (Union régionale valencianiste) est un ancien parti politique régionaliste du Pays valencien fondé en 1977 par l'ancien maire de Valence Miguel Ramón Izquierdo et le président de la députation de Valence Ignacio Carrau, accompagnés de secteurs exclus de l'Union du centre démocratique (UCD) fortement liés au franquisme ou d'autres davantage nationalistes  et à gauche,,,,,,.

## Présentation
Il s'agit historiquement du premier parti blavériste,. Il se présentait par conséquent comme « défenseur à outrance de la personnalité valencienne » et toute son idéologie était centrée sur l'opposition virulente au pancatalanisme supposé d'autres partis valenciens, notamment ceux présents au Conseil du Pays valencien, ainsi qu'à l'adoption des symboles considérés comme catalanistes par le blavérisme comme la Senyera et la dénomination de « Pays valencien » pour la région, l'URV revendiquant le drapeau à frange bleue et la dénomination de « royaume de Valence » (voir dénominations de la Communauté valencienne).
Lors de la session du Conseil du Pays valencien tenue à Morella le 9 janvier 1979, l'URV remet un projet de statut d'autonomie qui défend la dénomination de « royaume de Valence » pour la région et une posture ouvertement sécessionniste sur la question de la langue.

## Résultats et influence
Aux élections générales espagnoles de 1979, le parti se présenta uniquement dans la province de Valence et obtient 15 694 votes (0,84 % de la circonscription) et aucun représentant.
Aux élections municipales de 1979, l'URV obtient 17 342 votes à Valence (5,15 %) et un poste de conseiller (concédé à Vicente Blasco-Ibáñez Tortos, petit-fils du célèbre écrivain et homme politique Vicente Blasco Ibáñez), ainsi qu'un autre à Catarroja,,, ce qui lui permet de jouer un rôle dans le conflit identitaire qui secoue la société valencienne au cours de la transition, connu comme la bataille de Valence.

## Scissions et évolution
Après la tenue de son premier congrès en octobre 1979, la ligne progressiste et nationaliste du parti s'imposa, et l'URV fut refondé en Esquerra Nacionalista Valenciana (ENV), parti ouvertement de gauche et nationaliste, actif jusque dans les années 2010 mais qui n'a jamais réuni plus de 1 % lors d'un scrution,. Avec le temps, ENV s'éloigna de l'idéologie blavériste pour se rapprocher d'autres formations valencianistes comme le Bloc Nacionalista Valencià (BNV ou BLOC). Les secteurs les plus conservateurs mis à l'écart d'URV, incarnés par des figures comme Izquierdo, Vicente González Lizondo ou Vicente Ramos Pérez, constituèrent le germe d'Unio Valenciana (UV), fondé en 1982, parti emblématique et hégémonique du blavérisme jusqu'à sa marginalisation vers la fin des années 1990,,.